# Juni 2010
Portal Geschichte | Portal Biografien | Aktuelle Ereignisse | Jahreskalender | Tagesartikel

◄ |
20. Jahrhundert |
21. Jahrhundert

◄ |
1980er |
1990er |
2000er |
2010er
| 2020er | 2030er | 2040er

◄ |
2006 |
2007 |
2008 |
2009 |
2010
| 2011 | 2012 | 2013 | 2014 | ►

◄ |
März 2010 |
April 2010 |
Mai 2010 |
Juni 2010 |
Juli 2010 |
August 2010 |
September 2010 |
►
Dieser Artikel behandelt tagesbezogene Nachrichten und Ereignisse im Juni 2010.

## Tagesgeschehen

### Dienstag, 1. Juni 2010
- Besao/Philippinen: Bei einem Busunglück kommen mindestens 15 Menschen ums Leben und 15 weitere werden verletzt.[1]

### Mittwoch, 2. Juni 2010

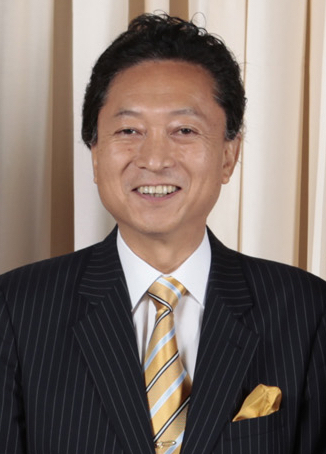
Yukio Hatoyama

- Kabul/Afghanistan: Präsident Hamid Karzai eröffnet eine Konferenz zur künftigen Entwicklung des Landes. Als Reaktion darauf kommt es zu mehreren Anschlägen durch die Taliban.[2]
- Tokio/Japan: Ministerpräsident Yukio Hatoyama erklärt seinen Rücktritt.[3]
- Whitehaven / Vereinigtes Königreich: Bei einer Amokfahrt durch mehrere Gemeinden der Grafschaft Cumbria tötet ein Mann zwölf Personen und verletzt elf weitere, bevor er sich selbst erschießt.[4]

### Donnerstag, 3. Juni 2010
- Dhaka/Bangladesch: Bei einem Großbrand, bei dem die Flammen sich über sechs Wohngebäude ausbreiten, kommen mindestens 117 Menschen ums Leben und mehr als 40 weitere werden verletzt.[5]
- Moskau/Russland: Beginn der Marsflugsimulation Mars-500.
- Sitges/Spanien: Die Bilderberg-Gruppe trifft sich zu ihrer 58. Konferenz.[6][7]

### Freitag, 4. Juni 2010

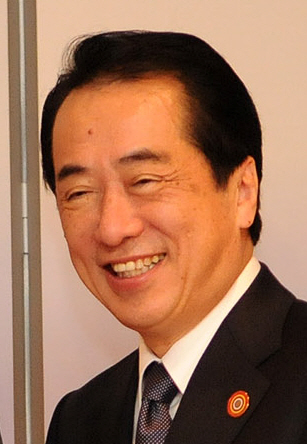
Naoto Kan

- Tokio/Japan: Das Parlament wählt den bisherigen Finanzminister Naoto Kan von der Demokratischen Partei zum neuen Chef der Regierung.[8]

### Samstag, 5. Juni 2010
- Dortmund/Deutschland: Letzter Spieltag der Handball-Bundesliga-Saison 2009/2010. Der THW Kiel wird zum sechsten Mal in Folge und zum 16. Mal insgesamt Deutscher Handballmeister.[9]
- Frankfurt am Main/Deutschland: Der Literaturkritiker Marcel Reich-Ranicki wird für sein Lebenswerk mit der Ludwig-Börne-Medaille ausgezeichnet.[10]
- Paris/Frankreich: Im Dameneinzel-Finale der French Open besiegt Francesca Schiavone Samantha Stosur mit 6:4 und 7:6 und ist damit die erste italienische Tennisspielerin, die einen Einzeltitel bei einem Grand-Slam-Turnier gewinnt.[11]

### Sonntag, 6. Juni 2010

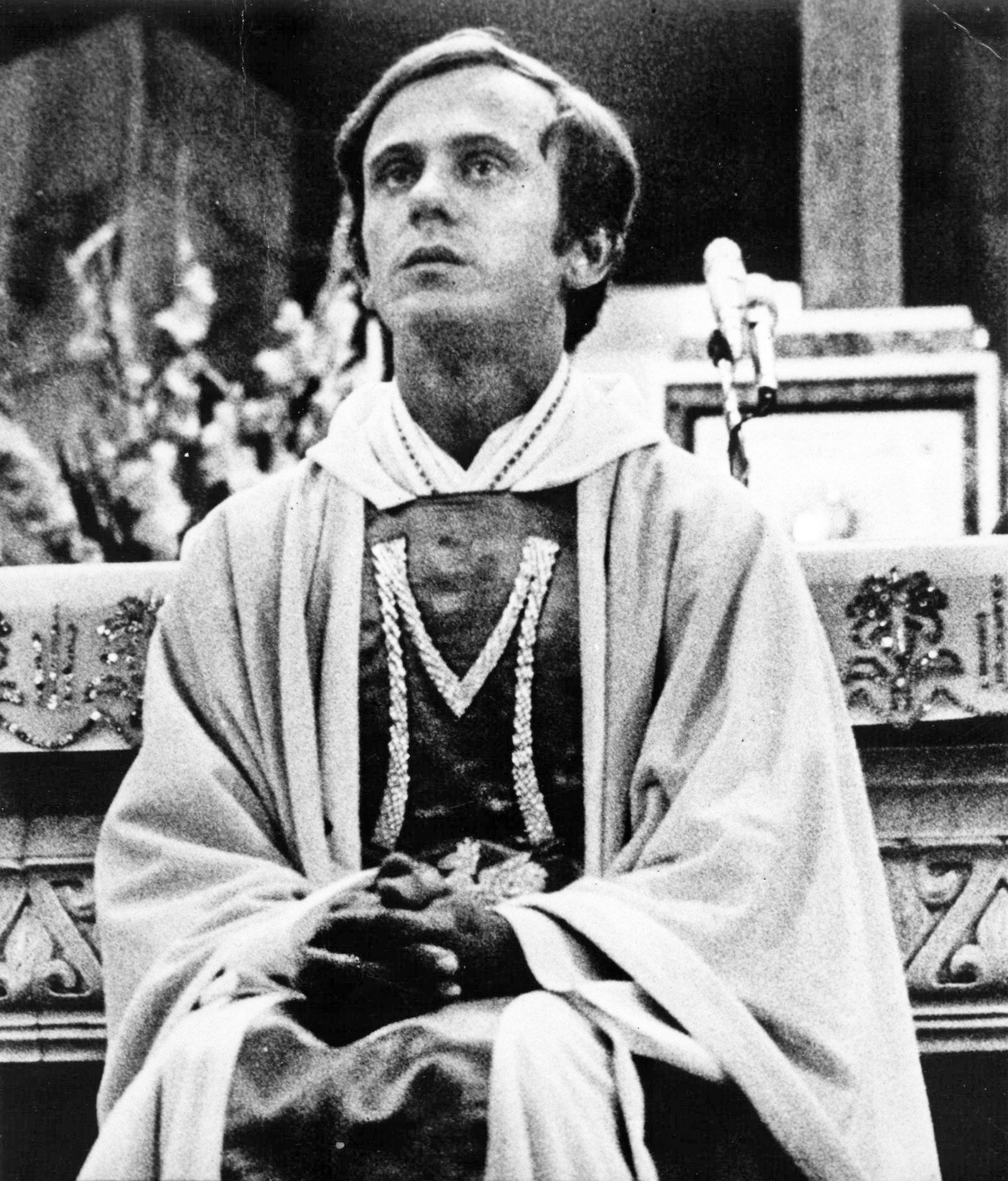
Jerzy Popiełuszko

- Ljubljana/Slowenien: In einem Referendum stimmen 51,5 % der Wähler für die Lösung des Grenzkonfliktes mit Kroatien durch ein Internationales Schiedsgericht.[12]
- Paris/Frankreich: Im Herreneinzel-Finale der French Open besiegt Rafael Nadal Robin Söderling mit 6:4, 6:2 und 6:4 und erringt damit seinen achten Sieg bei einem Grand-Slam-Turnier.[13]
- Warschau/Polen: Der „Solidarność-Priester“ Jerzy Popiełuszko wird vor 100.000 Gläubigen vom Kardinalpräfekt der Kongregation für Selig- und Heiligsprechungen  Erzbischof Angelo Amato als Märtyrer seliggesprochen.[14]

### Montag, 7. Juni 2010
- Berlin/Deutschland: Die Bundesregierung veröffentlicht acht finanzpolitische Maßnahmen, durch die 80 Milliarden Euro bis zum Jahr 2014 eingespart werden sollen.[15]
- Bhopal/Indien: Mehr als 25 Jahre nach der Giftgaskatastrophe verurteilt ein Gericht sieben leitende Angestellte des US-Konzerns Union Carbide wegen fahrlässiger Tötung zu zwei Jahren Haft auf Bewährung.[16]
- Essen/Deutschland: Im Bieterrennen um die insolvente Warenhauskette Karstadt erhält der deutsch-amerikanische Finanzinvestor Nicolas Berggruen den Zuschlag.[17]
- Kabul/Afghanistan: Bei Angriffen der Taliban kommen mindestens zehn Soldaten der NATO-Schutztruppe ISAF ums Leben.[18]
- Lissabon/Portugal: Rund drei Wochen nach der Legalisierung der gleichgeschlechtlichen Ehe in Portugal feiern Helena Paixão und Teresa Pires als erstes homosexuelles Paar ihre standesamtliche Trauung.[19]

### Dienstag, 8. Juni 2010
- Sangjani/Pakistan: Bei Angriffen der Taliban auf Versorgungskonvois der NATO-Schutztruppe ISAF kommen mindestens 60 Menschen ums Leben und mehr als 15 weitere werden verletzt.[20]
- Schönefeld/Deutschland: Beim größten Auftrag der zivilen Luftfahrtgeschichte über 11,5 Milliarden US-Dollar bestellt die Fluggesellschaft Emirates zu Beginn der Internationalen Luft- und Raumfahrtausstellung in Berlin 32 Airbus A380.[21]

### Mittwoch, 9. Juni 2010

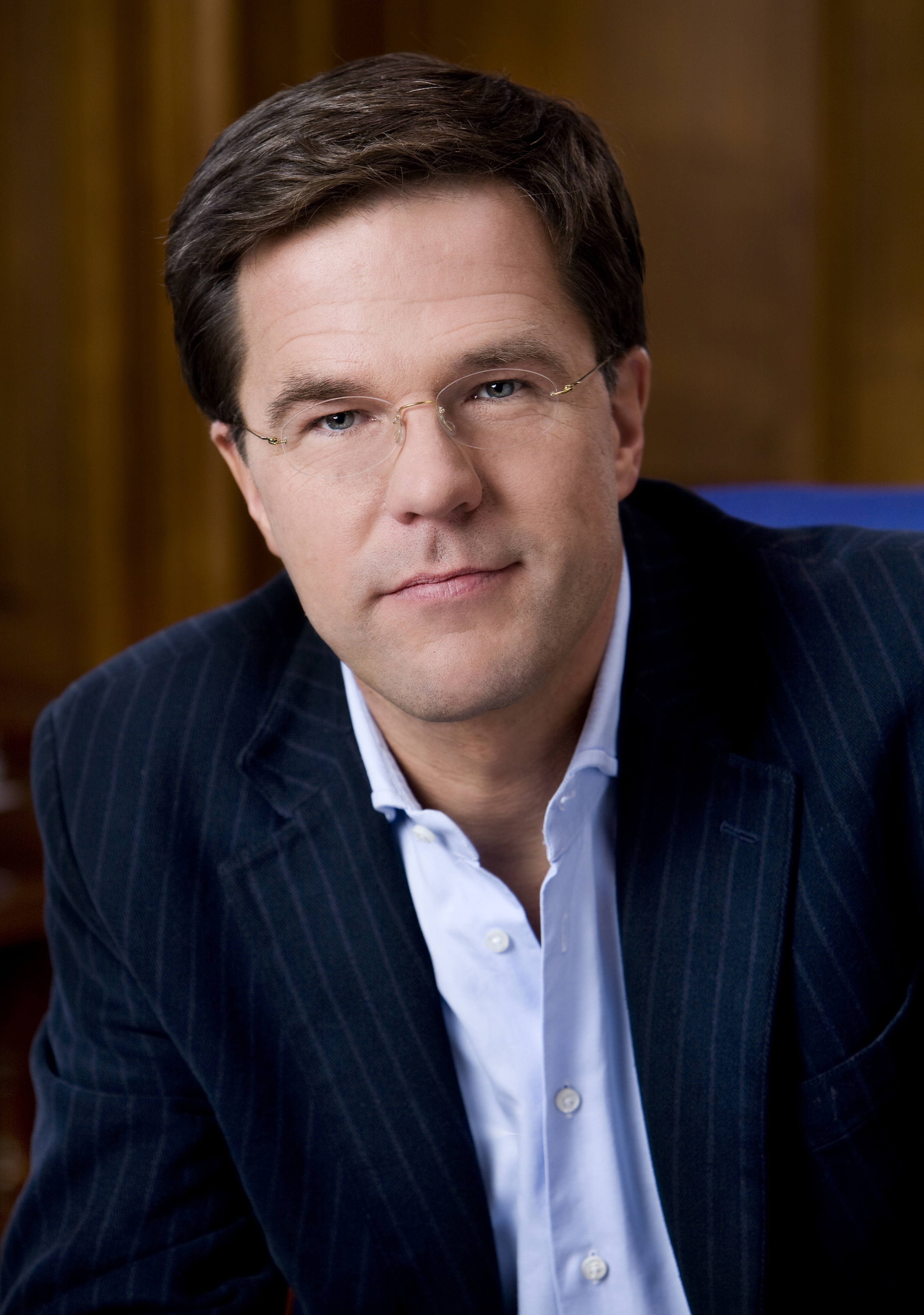
Mark Rutte

- Den Haag/Niederlande: Bei der Parlamentswahl erreicht die liberale VVD unter ihrem Vorsitzenden Mark Rutte mit knappem Vorsprung vor den Sozialdemokraten die meisten Stimmen und die rechtspopulistische PVV des Islamkritikers Geert Wilders wird drittstärkste Kraft im Land.[22]
- Kandahar/Afghanistan: Bei einem Bombenanschlag auf eine Hochzeitsfeier kommen mindestens 40 Menschen ums Leben und mehr als 74 weitere werden verletzt.[23]
- New York / Vereinigte Staaten: Im Streit um das iranische Atomprogramm verhängt der UN-Sicherheitsrat neue Sanktionen gegen das Land.[24]

### Donnerstag, 10. Juni 2010

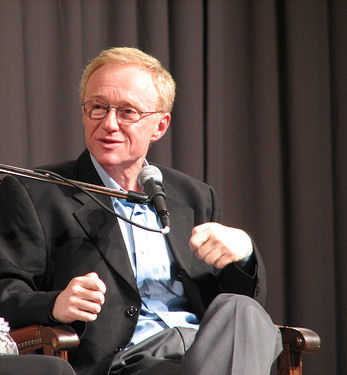
David Grossman (2007)

- Frankfurt am Main/Deutschland: Der israelische Schriftsteller David Grossman wird mit dem Friedenspreis des Deutschen Buchhandels ausgezeichnet.[25]
- Osch/Kirgisistan: Bei Unruhen zwischen Kirgisen und Usbeken kommen mindestens 37 Menschen ums Leben und mehr als 500 weitere werden verletzt.[26]
- Woomera/Australien: Mit der Landung der japanischen Raumsonde Hayabusa endet die erste Proben-Rückhol-Mission zu einem Asteroiden planmäßig. An Bord befinden sich Partikel des Asteroiden Itokawa.[27]

### Freitag, 11. Juni 2010

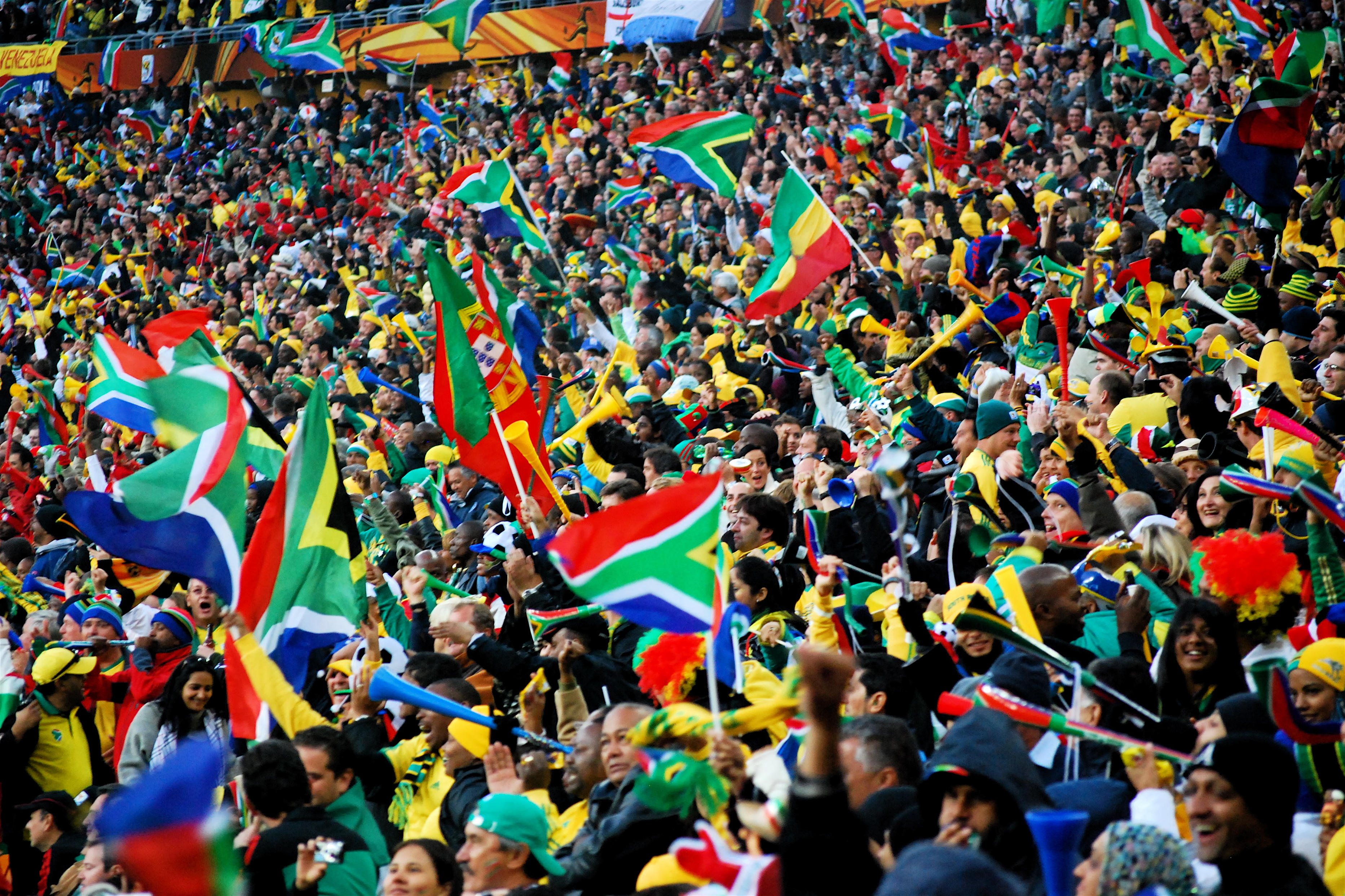
Zwischenzeitliche Führung von Südafrika gegen Mexiko

- Johannesburg/Südafrika: Im Eröffnungsspiel der Fußball-Weltmeisterschaft trennen sich der Gastgeber und Mexiko 1:1.[28]
- Little Rock / Vereinigte Staaten: Bei Überschwemmungen auf einem Campingplatz kommen mindestens 16 Menschen ums Leben und 30 weitere werden noch vermisst.[29]

### Samstag, 12. Juni 2010

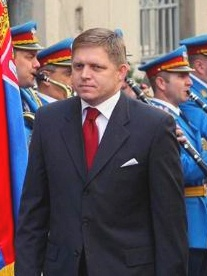
Robert Fico

- Bratislava/Slowakei: Bei den Parlamentswahlen wird die sozialdemokratische SMER von Ministerpräsident Robert Fico stärkste Partei; die Regierungskoalition verliert aber ihre Parlamentsmehrheit.[30]

### Sonntag, 13. Juni 2010
- Chihuahua, Madero/Mexiko: Im Drogenkrieg kommen von Donnerstag bis heute mindestens 39 weitere Menschen durch gewalttätige Auseinandersetzungen zwischen rivalisierenden Gangs ums Leben, davon 19 in Chihuahua und 20 in Madero.[31]
- Bagdad/Irak: Bei einem Angriff auf die Zentralbank kommen mindestens 15 Menschen ums Leben und mehr als 40 weitere werden verletzt.[32]
- Brüssel/Belgien: Bei den Parlamentswahlen erlangen die nationalistische N-VA in Flandern und die sozialdemokratische PS in Wallonien jeweils die Mehrheit der Wählerstimmen.[33]
- South Australia/Australien: Die Rückkehrkapsel der japanischen Raumsonde Hayabusa landet in der Nähe von Woomera wieder auf der Erde. Sie erreichte am 12. September 2005 den Asteroiden (25143) Itokawa und entnahm im November desselben Jahres dort eine Bodenprobe.[34]

### Montag, 14. Juni 2010
- Lakhnau/Indien: Bei einem Bootsunglück auf dem Ganges kommen mindestens 20 Menschen ums Leben.[35]
- Wien/Österreich: Der Verfassungsgerichtshof erklärt in letzter Instanz die Abschiebung der Familie Zogaj in den Kosovo für verfassungsgemäß. Seit 2003 beschäftigte der Fall die Justiz.[36]

### Dienstag, 15. Juni 2010

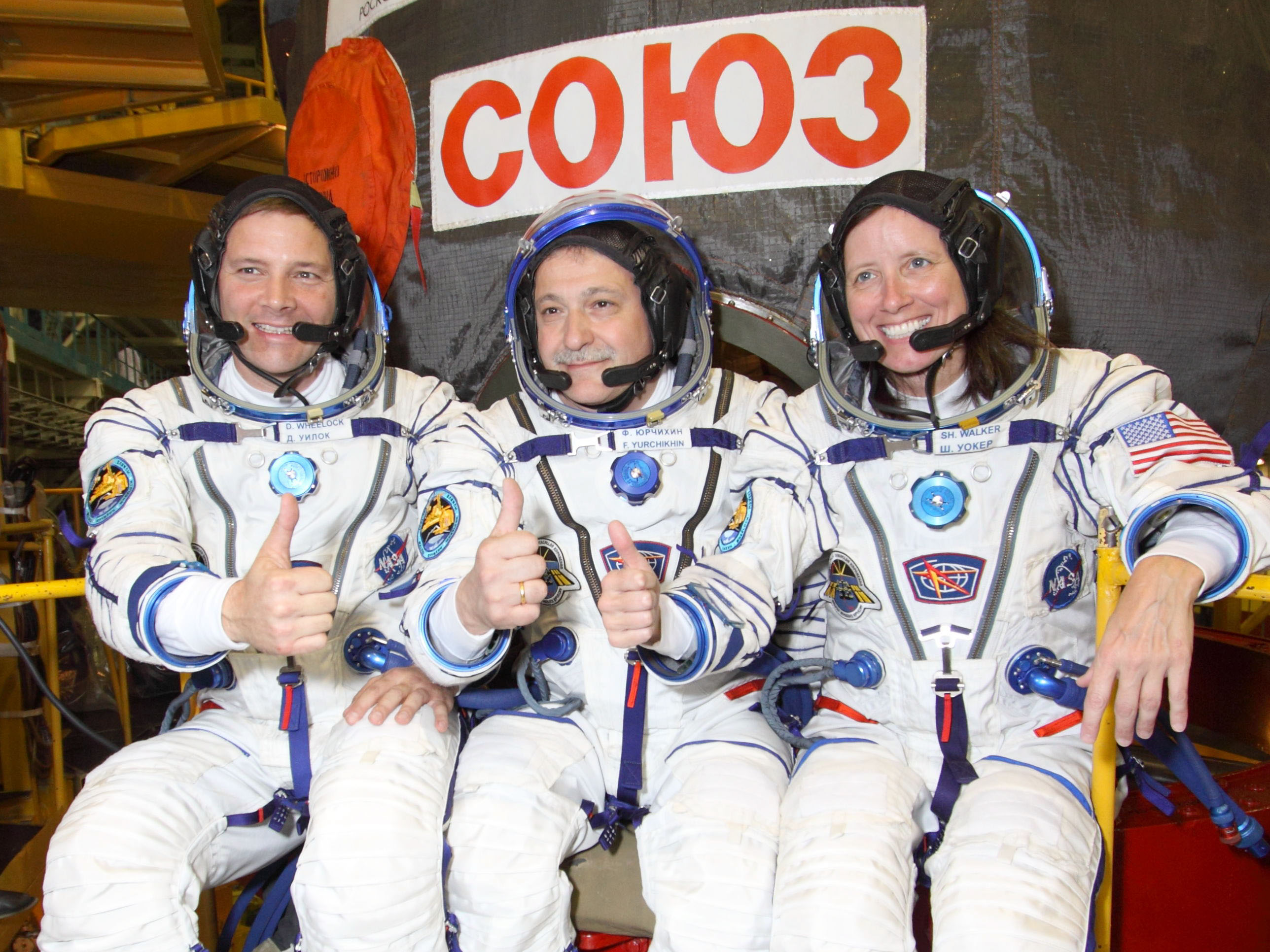
TMA-19: Wheelock, Jurtschichin, Walker

- Baikonur/Kasachstan: Das Raumschiff Sojus TMA startet in seiner Mission TMA-19 zur Internationalen Raumstation. Als Trägerrakete dient die Sojus FG.[37]
- Berlin/Deutschland: Der zurückgetretene Bundespräsident Horst Köhler wird nach rund sechsjähriger Amtszeit mit einem großen Zapfenstreich geehrt. Einer seiner drei Musikwünsche ist der St. Louis Blues.[38]
- London / Vereinigtes Königreich: Premierminister David Cameron entschuldigt sich im Namen seiner Regierung für die tödlichen Schüsse britischer Soldaten auf Demonstranten am „Blutsonntag“ 1972 im nordirischen Derry.[39]
- Mexiko-Stadt/Mexiko: Im Drogenkrieg sterben 29 Gefängnisinsassen im Nordwesten und zwölf Polizisten im Westen des Landes.[40]
- Nizza/Frankreich: Bei Überflutungen infolge starken Regens kommen im Süden des Landes mindestens elf Menschen ums Leben und zwei weitere werden vermisst.[41]

### Mittwoch, 16. Juni 2010
- Guadalajara/Mexiko: Bei einem Zugunglück kommen mindestens elf Menschen ums Leben und vier weitere werden verletzt.[42]
- Peine/Deutschland: Nachdem sich ein Radreifen gelöst hat, entgleisen mehrere mit Kies beladene Güterwaggons und kippen teilweise ins Nachbargleis. Kurz darauf kollidiert ein aus Rheine kommenender Regionalexpress mit den Wagen. Bei dem Zugunglück werden 20 Menschen zum Teil schwer verletzt.[43]
- Südostasien: Bei schweren Unwettern kommen in Bangladesch, Indonesien und Myanmar mindestens 100 Menschen ums Leben.[44]

### Donnerstag, 17. Juni 2010
- Bogotá/Kolumbien: Bei einem Grubenunglück im Norden des Landes kommen mindestens 70 Menschen ums Leben.[45]
- Brüssel/Belgien: Die Staats- und Regierungschefs der Europäischen Union stimmen bei ihrem Gipfeltreffen für die Aufnahme von Beitrittsverhandlungen mit Island.[46]
- Jerusalem/Israel: Zweieinhalb Wochen nach dem Ship-to-Gaza-Zwischenfall kündigt die Regierung eine Lockerung der Blockade des Gazastreifens an.[47]
- London / Vereinigtes Königreich: Der Mineralölkonzern BP erklärt sich zur Zahlung von 20 Milliarden US-Dollar in einen Entschädigungsfonds für die Betroffenen der Ölkatastrophe im Golf von Mexiko bereit.[48]

### Freitag, 18. Juni 2010

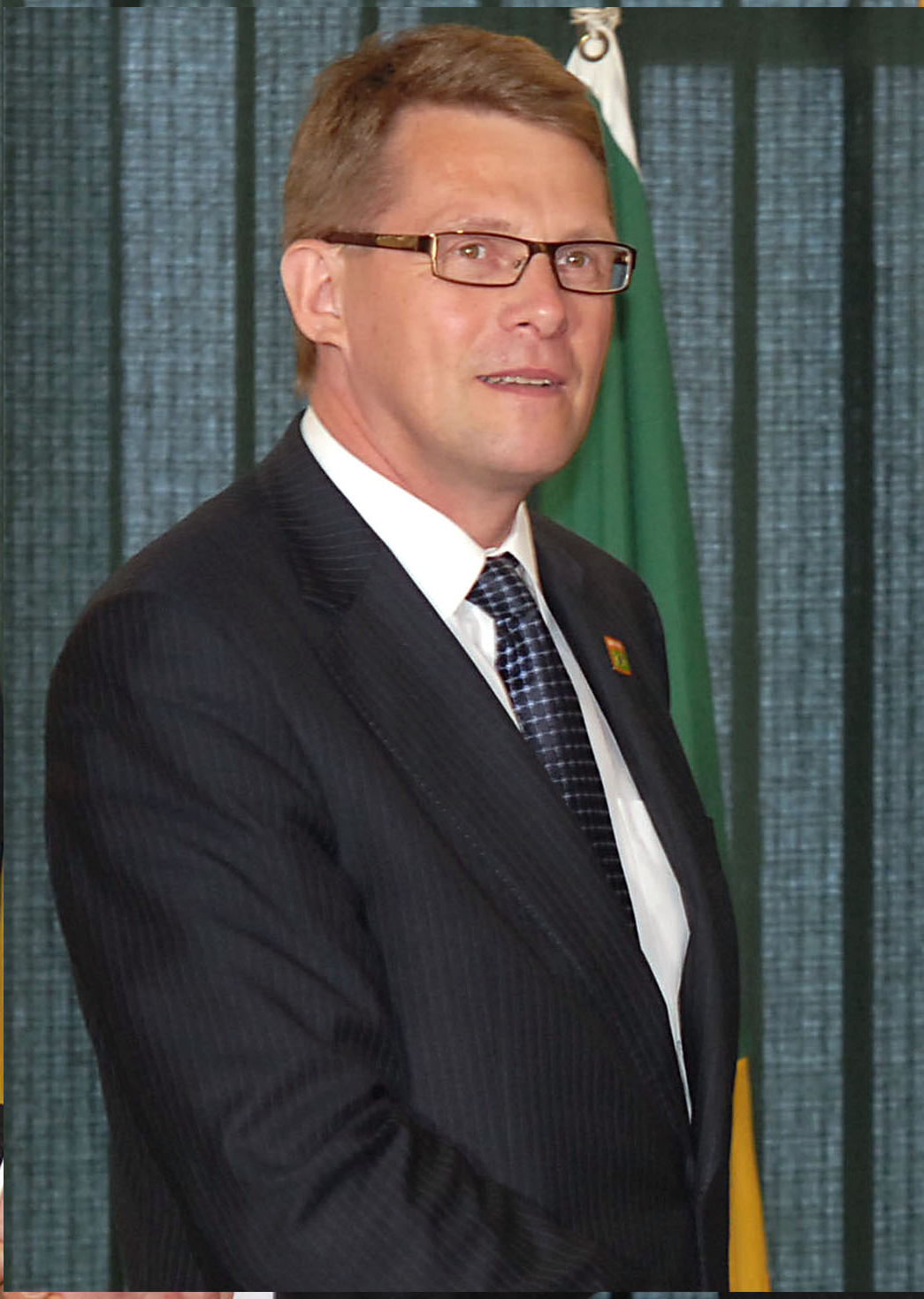
Matti Vanhanen

- Diyarbakır/Türkei: Bei Gefechten zwischen der Armee und der Arbeiterpartei Kurdistans im Südosten des Landes kommen mindestens 20 Menschen ums Leben und mehr als 14 weitere werden verletzt.[49]
- Helsinki/Finnland: Matti Vanhanen von der Zentrumspartei erklärt seinen Rücktritt als Ministerpräsident.[50]

### Samstag, 19. Juni 2010
- Dresden/Deutschland: Nach jahrelangen Sanierungs- und Umbauarbeiten wird das Albertinum mit seiner Galerie Neuer Meister wiedereröffnet.[51]
- Islamabad/Pakistan: Bei einem Angriff durch eine US-Drohne kommen mindestens zwölf Menschen ums Leben und drei weitere werden verletzt.[52]
- Peking/China: Bei Überschwemmungen im Süden des Landes kommen mindestens 130 Menschen ums Leben und 90 weitere werden noch vermisst.[53]
- Stockholm/Schweden: Hochzeit von Kronprinzessin Victoria von Schweden und Daniel Westling.[54]
- Tel Aviv/Israel: Israel verweigert dem deutschen Entwicklungsminister Dirk Niebel (FDP) die Einreise in den Gazastreifen. Niebel wollte im Rahmen seiner Nahost-Reise in den Palästinensischen Autonomiegebieten ein Klärwerk besuchen, das mit deutschen Entwicklungshilfe-Geldern finanziert wird.[55]

### Sonntag, 20. Juni 2010

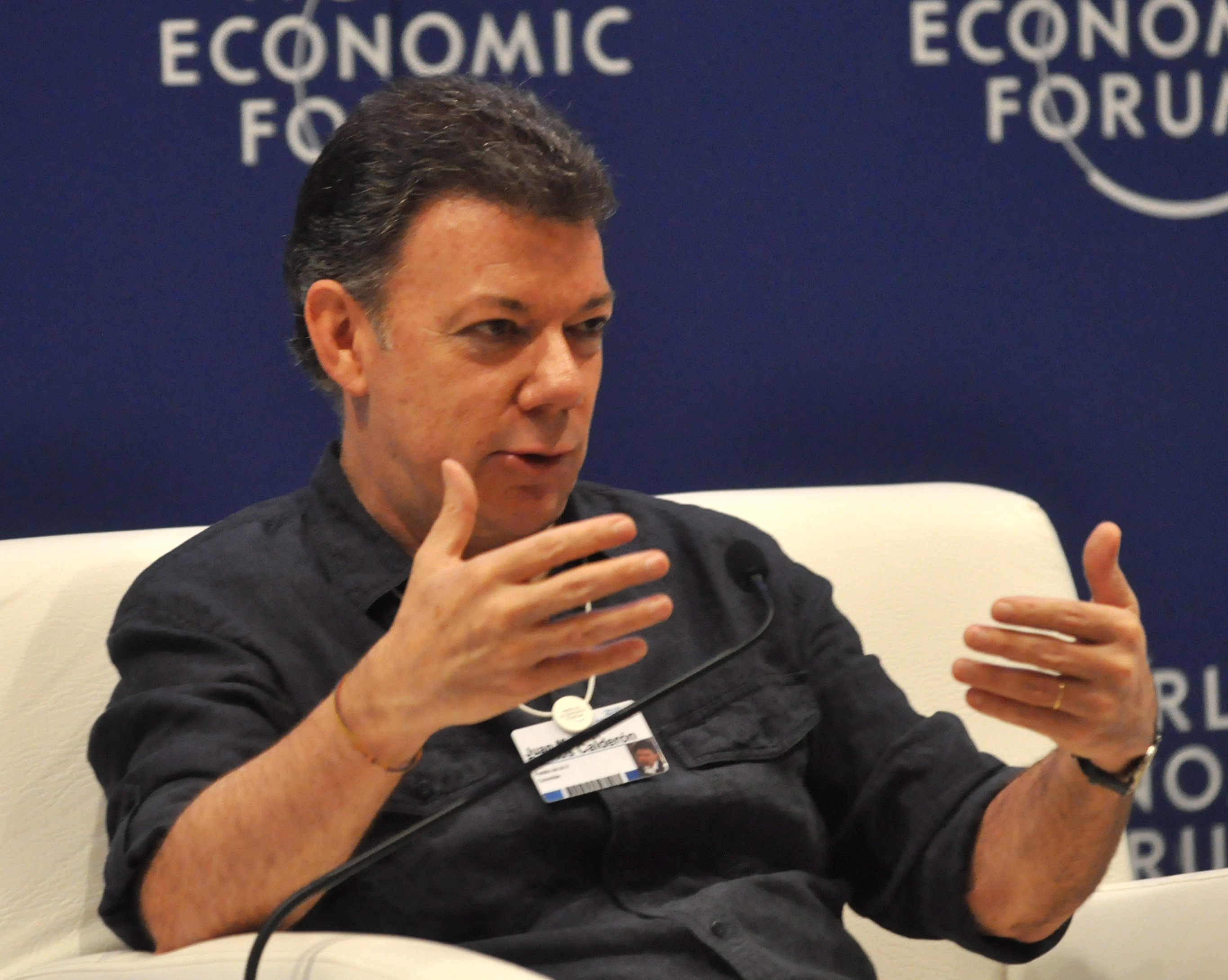
Juan Manuel Santos

- Bagdad/Irak: Bei zwei Bombenanschlägen kommen mindestens 27 Menschen ums Leben und mehr als 50 weitere werden verletzt.[56]
- Bogotá/Kolumbien: Die Stichwahl um das Amt des Präsidenten gewinnt Juan Manuel Santos mit 68,80 % gegen seinen Herausforderer Antanas Mockus.[57]
- Liestal/Schweiz: Fränk Schleck gewinnt zum ersten Mal, und als erster Luxemburger, die Rad-Rundfahrt Tour de Suisse.[58]
- Warschau/Polen: Bei den Präsidentschaftswahlen erreichen Parlamentspräsident Bronisław Komorowski und der ehemalige Ministerpräsident Jarosław Kaczyński die größten Stimmenanteile. Sie werden sich am 4. Juli einer Stichwahl stellen.[59]

### Montag, 21. Juni 2010
- Pingdingshan/China: Bei einem Grubenunglück in der Provinz Henan kommen mindestens 46 Menschen ums Leben.[60]
- Pointe-Noire/Republik Kongo: Bei einem Zugunglück kommen mindestens 49 Menschen ums Leben und mehr als 200 weitere werden verletzt.[61]
- Recife/Brasilien: Bei Überschwemmungen in den Bundesstaaten Alagoas und Pernambuco kommen mindestens 32 Menschen ums Leben.[62]

### Dienstag, 22. Juni 2010

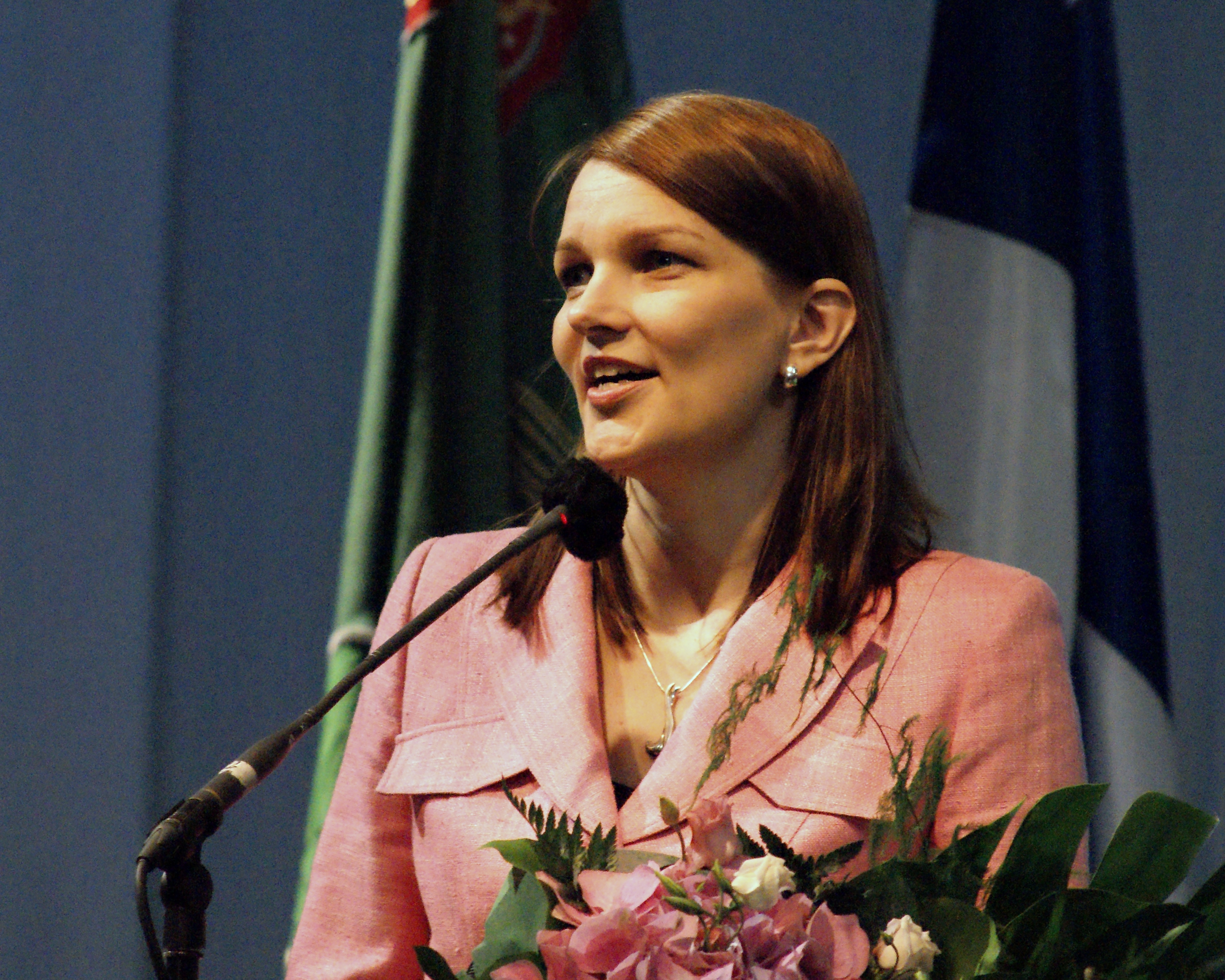
Mari Kiviniemi

- Helsinki/Finnland: Das Parlament wählt Mari Kiviniemi von der Zentrumspartei zur Ministerpräsidentin.[63]

### Mittwoch, 23. Juni 2010
- Hamburg/Deutschland: Für ihre Verdienste um die deutsch-polnischen Beziehungen werden der Übersetzer Karl Dedecius und der Theologe Alfons Nossol mit dem Nationalpreis ausgezeichnet.[64]

### Donnerstag, 24. Juni 2010

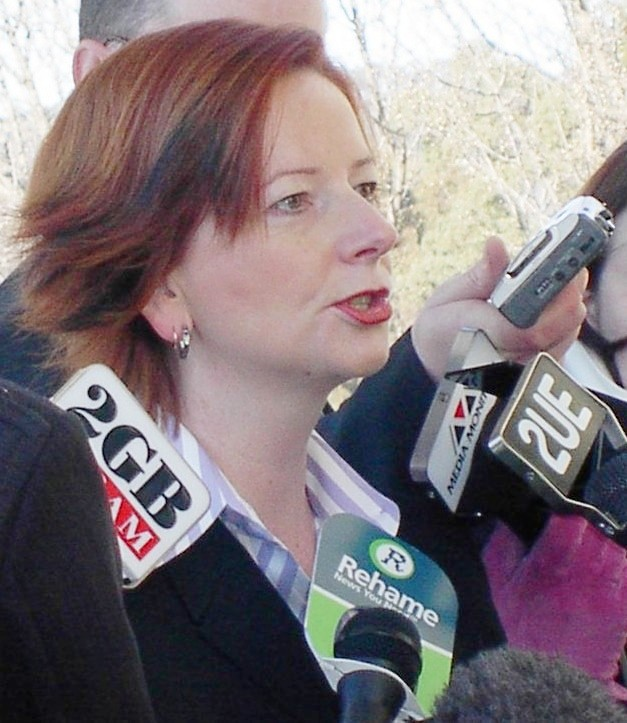
Julia Gillard (2007)

- Canberra/Australien: Die bisherige Bildungs- und Arbeitsministerin Julia Gillard wird als Nachfolgerin von Kevin Rudd zur Premierministerin gewählt.[65]
- Castelldefels/Spanien: Beim Überqueren der Gleise wird eine Gruppe Jugendlicher von einem Schnellzug erfasst; 12 Personen sterben, 13 weitere werden verletzt.[66]
- London / Vereinigtes Königreich: Beim Tennisturnier in Wimbledon beenden John Isner und Nicolas Mahut mit einer Dauer von 11:05 Stunden das längste Match der Tennisgeschichte. Isner siegt mit 6:4, 3:6, 6:7 (7:9), 7:6 (7:3) und 70:68.[67]

### Freitag, 25. Juni 2010
- Huntsville/Kanada: Die Staatschefs der Gruppe der Acht und zwei Vertreter der Europäischen Union treffen sich zum 36. Weltwirtschaftsgipfel in der Ortschaft Huntsville in der Seenlandschaft Muskoka.[68]
- Karlsruhe/Deutschland: In einem Grundsatzurteil zur Sterbehilfe entscheidet der Bundesgerichtshof, dass der Abbruch einer lebenserhaltenden Behandlung auf der Grundlage einer Patientenverfügung oder dem mutmaßlichen Willen nicht strafbar ist.[69]

### Samstag, 26. Juni 2010
- Hargeysa/Somalia: Die Somaliland-Präsidentschaftswahlen gewinnt Ahmed Mohammed Mahamoud Silanyo von der Oppositionspartei Kulmiye mit 49,6 % der Wählerstimmen, während Amtsinhaber Dahir Riyale Kahin von der UDUB 33 % erreicht. Das Somaliland ist international nur von wenigen Staaten als souveräner Staat anerkannt.[70]
- Toronto/Kanada: Am Schlusstag des Weltwirtschaftsgipfels beginnt der G20-Gipfel.

### Sonntag, 27. Juni 2010

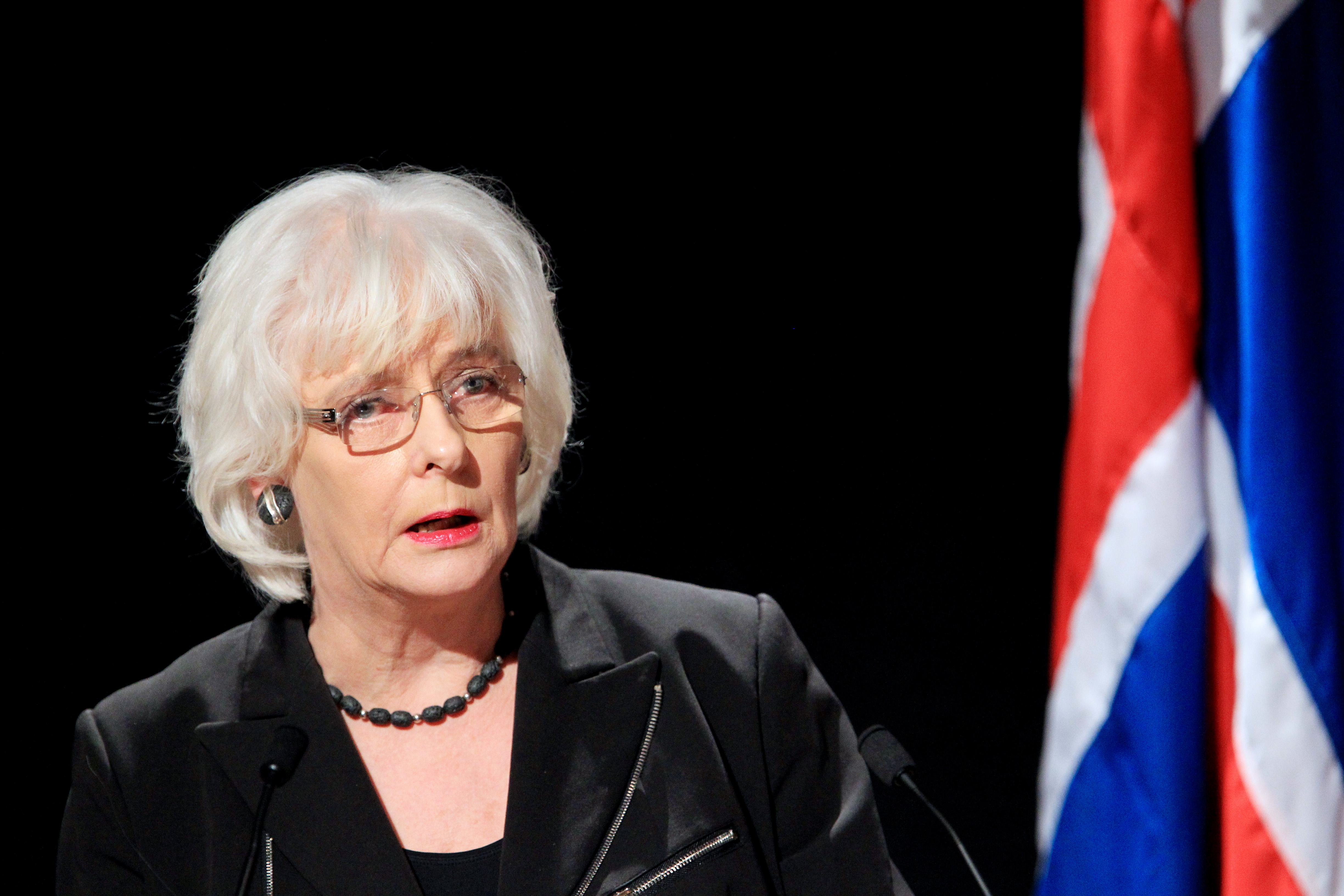
Jóhanna Sigurdardóttir

- Bischkek/Kirgisistan: Bei einem Referendum stimmen 90 Prozent der Wähler für eine neue Verfassung, mit der das Land eine parlamentarische Demokratie wird.[71]
- Conakry/Guinea: Bei der Präsidentschaftswahl erreichen Cellou Dalein Diallo und Alpha Condé die größten Stimmanteile. Sie werden sich am 18. Juli einer Stichwahl stellen.[72]
- Klagenfurt/Österreich: Der deutsche Autor Peter Wawerzinek gewinnt den 34. Ingeborg-Bachmann-Preis.[73]
- La Paz/Bolivien: Bei einem Busunglück im Zentrum des Landes kommen mindestens 25 Menschen ums Leben und 44 weitere werden verletzt.[74]
- Reykjavík/Island: Regierungschefin Jóhanna Sigurdardóttir (Allianz) lässt ihre eingetragene Partnerschaft mit Jónína Leósdóttir in eine Ehe umwandeln. Gleichgeschlechtliche Ehen können in Island seit heute legal geschlossen werden.[75]

### Montag, 28. Juni 2010

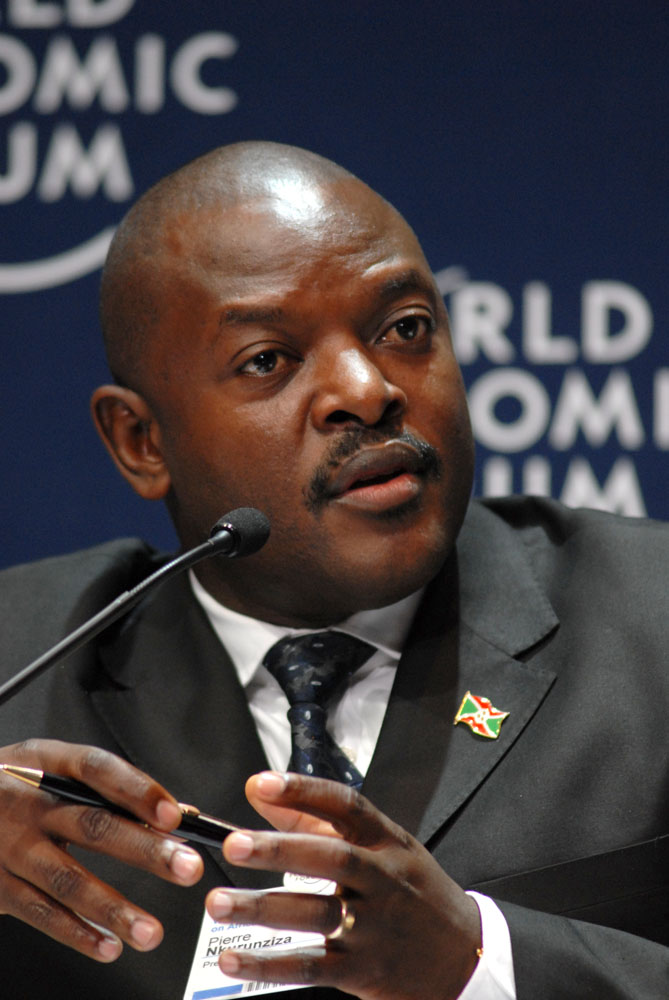
Pierre Nkurunziza

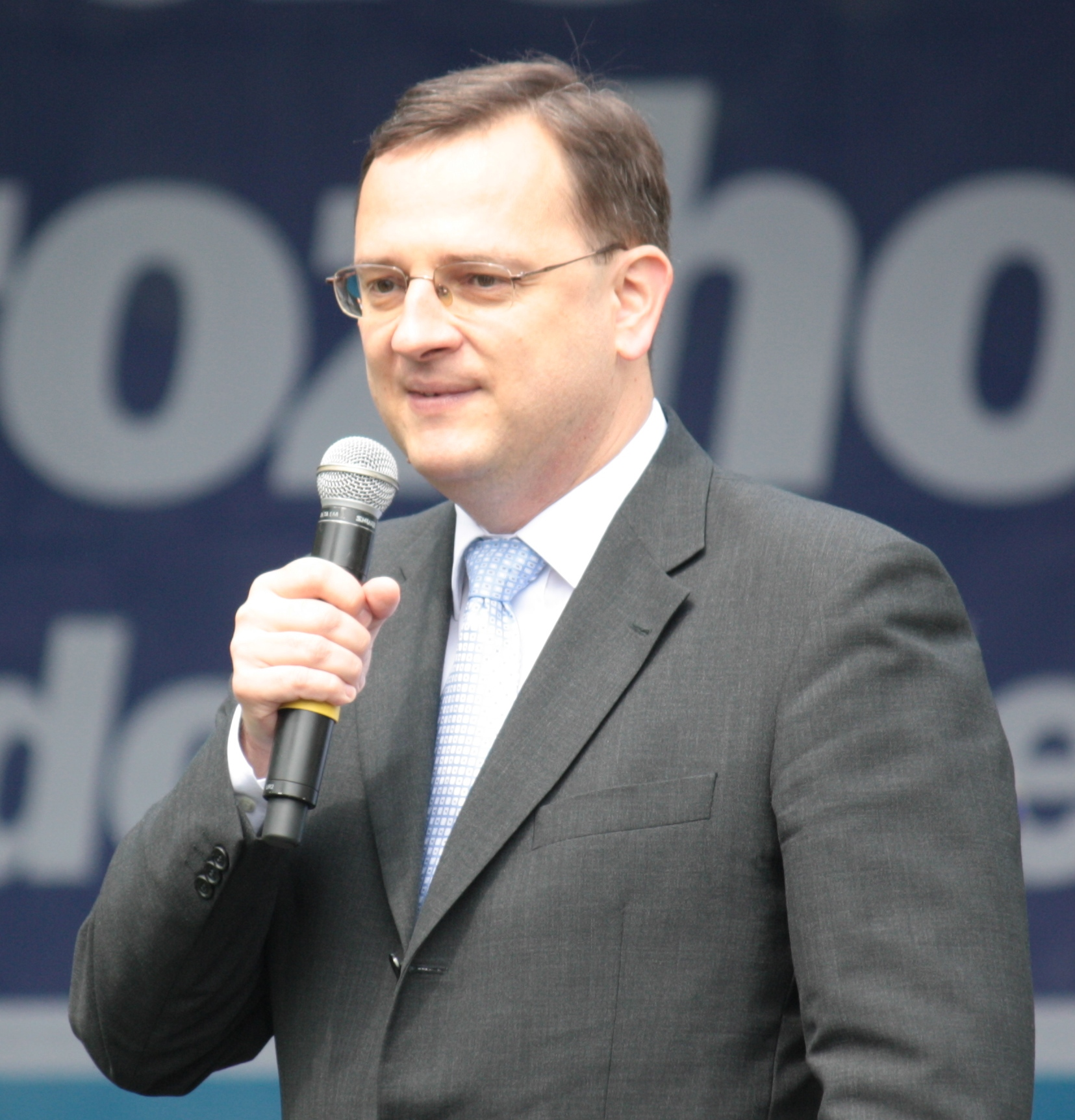
Petr Nečas

- Bozen/Italien: Knapp 19 Jahre nach dem Fund der Gletschermumie Ötzi wird deren Findern Erika und Helmut Simon von der Südtiroler Landesregierung ein Finderlohn in der Höhe von 175.000 Euro zugesagt.[76]
- Bujumbura/Burundi: Bei der von der Opposition boykottierten Präsidentschaftswahl gewinnt Amtsinhaber Pierre Nkurunziza mit 91,62 % der Wählerstimmen.[77]
- Bukarest/Rumänien: Bei Überschwemmungen im Nordosten des Landes kommen mindestens 21 Menschen ums Leben.[78]
- Geesthacht/Deutschland: Der Forschungsreaktor Geesthacht-1 wird als ältester deutscher Kernreaktor nach über 50-jähriger Betriebszeit endgültig abgeschaltet.[79]
- Hyderabad/Pakistan: Bei der Explosion eines Tanklastwagens kommen mindestens 18 Menschen ums Leben und mehr als 40 weitere werden verletzt.[80]
- Prag/Tschechische Republik: Einen Monat nach den Parlamentswahlen wird Petr Nečas, der Vorsitzende der rechtskonservativen ODS, mit der Regierungsbildung beauftragt.[81]

### Dienstag, 29. Juni 2010
- Budapest/Ungarn: Das Parlament wählt Pál Schmitt von der Fidesz zum neuen Staatspräsidenten.[82]

### Mittwoch, 30. Juni 2010

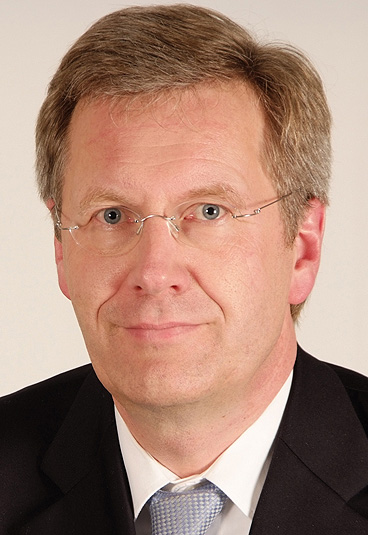
Christian Wulff

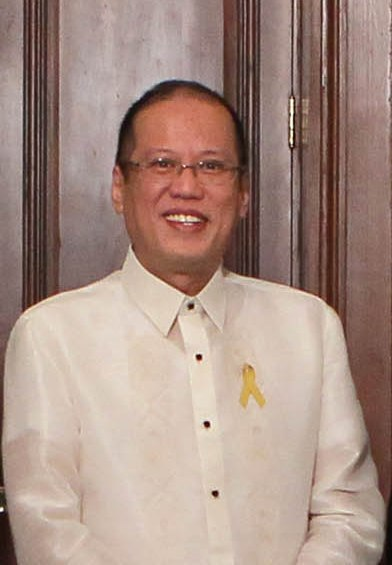
Benigno Aquino III.

- Berlin/Deutschland: Die Bundesversammlung wählt Christian Wulff zum Nachfolger von Horst Köhler im Amt des Bundespräsidenten.[83]
- Brüssel/Belgien: Das Stahlkartell Club Europa wird von der Europäischen Kommission zu einer Strafe in Höhe von 518 Millionen Euro verurteilt.[84]
- Manila/Philippinen: Benigno Aquino III. wird als neuer Staatspräsident vereidigt.[85]